# Meša Selimović
Meša Selimović (26. dubna 1910 Tuzla, Bosna a Hercegovina – 11. července 1982 Bělehrad, Socialistická federativní republika Jugoslávie), vlastním jménem Mehmed, byl srbský a bosenskohercegovský spisovatel, prozaik a esejista bosňáckého původu. Sám se považoval za Srba muslimského vyznání.

## Život
Jeho otec Alija (1882–1936) pocházel ze solidně zajištěné obchodnické rodiny z hercegovské Bileće. Krátce po uzavření domluveného sňatku však utekl z Hercegoviny ke vzdáleným příbuzným do severobosenské Tuzly, čímž svou ženu prakticky opustil a jeho rodina jí musela vyplatit odstupné. Z tohoto krátkodechého manželství se narodila dcera Hanumica, která pak vyrůstala s otcem. Roku 1902 si Alija vzal za ženu chudou a výrazně mladší tuzlanskou dívku Pašu, s níž přivedl na svět čtyři syny Šefkiju (–1944), Mehmeda (1910–1982), Muhameda a Teofika/Teufika (2005) a čtyři dcery Muliju (1908), Hasibu, Safiju (1916) a Fadilu (1922). Početná rodina kvůli otcovým hráčským a dalším poživačným zvykům postupně přišla téměř o veškerý majetek.
Mehmed v rodném městě navštěvoval základní školu a gymnázium. Roku 1929 se zapsal na Právnickou fakultu Univerzity v Bělehradě, následujícího roku ale na vlastní žádost přešel na Filozofickou fakultu, kde vystudoval obor srbochorvatský jazyk a literatura. Bělehradští spolužáci mu tehdy dali přezdívku Meša, kterou později užíval i jako literární pseudonym. V jugoslávské metropoli našel útočiště a přístřeší v konviktu spolku Gajret. Závěrečnou zkoušku složil v březnu 1934 z předmětů srbochorvatský jazyk, jugoslávská literatura, český jazyk, národní dějiny a ruský jazyk.
Po dokončení školy se vrátil do Tuzly, kde se ucházel o místo učitele. Teprve až 9. dubna 1935 byl ministrem školství umístěn do měšťanské školy obchodního zaměření. Následně byl na podzim roku 1936 přeložen na reálné gymnázium (zde vyučoval předměty srbochorvatský jazyk a hygiena), kde setrval až do vypuknutí války v roce 1941. Toto gymnázium od roku 1989 nese jeho jméno. Vedle toho honorárně vyučoval v tuzlanské medrese a cvičil v místním Sokole. Profesorskou zkoušku složil 14. května 1939.
Od začátku léta 1941 aktivně spolupracoval s komunistickými partyzány. Po odhalení místní stranické buňky v polovině roku 1942 v jeho rodném domě proběhla razie, načež byl s jedním bratrem a sestrou dvaačtyřicet dní ve vazbě a následně strávil dalších 80 dní ve vězení. Poté byl pro nedostatek důkazů společně s dalšími komunistickými sympatizanty propuštěn. V květnu 1943 odešel na partyzánské území.
Jako účastník komunistického partyzánského boje za druhé světové války byl v jugoslávské společnosti uznávanou osobností. Mezi partyzány od října 1943 působil jako politický komisař (nejprve Srebrenické oddílu, od prosince pak Tuzlanského oddílu) a následně od dubna 1944 coby pracovník agitpropu. A třebaže byl oddaným komunistou, jeho vztah k levicovému hnutí poškodil fakt, že jeho bratra Šefkiju, partyzánského důstojníka, v prosinci roku 1944 spolustraníci popravili za údajnou krádež nábytku.
V období socialistické Jugoslávie nejprve žil v Bělehradě, kde se pracovně zdržoval od listopadu 1944, poté se roku 1947 přestěhoval do Sarajeva. Jako spisovatel začal působit až v pozdních letech. Členem Spolku spisovatelů Bosny a Hercegoviny se stal roku 1949. Své první dílo sepsal ve čtyřiceti letech, další pak v jednapadesáti. Od září 1947 vyučoval na Vyšší pedagogické škole, poté od roku 1950 tři léta učil na pozici docenta na Filozofické fakultě právě založené Univerzity v Sarajevu. V roce 1953 u něj byly diagnostikovány příušnice a nějaký čas strávil v nemocnici. Krátce po uzdravení usiloval o post mimořádného profesora, ale neuspěl (ve výběrovém řízení uspěl Boško Novaković), načež byl zákulisními intrikami vyštván z univerzity. Následující čtyři roky s rodinou živořil na pokraji bídy, než roku 1957 získal práci honorárního dramaturga v sarajevském Národním divadle. Na podzim roku 1961 uspěl v konkurzu a stal se hlavním redaktorem uznávaného sarajevského nakladatelství Svjetlost. Následujícího roku pak byl zvolen předsedou Spolku spisovatelů Bosny a Hercegoviny a v této pozici setrval až do roku 1963. Roku 1971 získal čestný doktorát na Univerzitě v Sarajevu. V červnu roku 1972 pak odešel do penze, přesně o rok dříve přitom dostal první mrtvici, a v březnu 1973 se přestěhoval do Bělehradu, kde později i zemřel. Na jeho rozhodnutí přestěhovat se do jugoslávské metropole měly podstatný vliv politické tlaky na jeho osoby, když dlouhodobě obhajoval postoje srbského spisovatele Dobrici Ćosiće, který po roce 1968 upadl v nemilost Svazu komunistů Jugoslávie.
Jako spisovatel byl přijat do Akademie věd a umění Bosny a Hercegoviny (ANUBiH, řádným členem od 1967) a Srbské akademie věd a umění (SANU, dopisujícím členem od 1968, řádným od 1974).
Roku 1943 se Meša oženil se Srbkou Desankou Đorđićovou, učitelkou tělesné výchovy v tuzlanském gymnáziu, s níž udržoval dlouhodobý intimní vztah. Sňatku delší čas bránila spisovatelova jinak liberální rodina, která odmítala přijmout mezi sebe „ženu volných mravů“, byť pocházela z dobrých poměrů. Do tohoto manželství se 22. června 1945 narodila dcera Slobodanka. V tu dobu již ale Meša udržoval blízký kontakt s Daroslavou (Darkou) (1923–1999), dcerou meziválečného jugoslávského generála Živorada Božiće (1885–1945). Tu potkal v Bělehradě začátkem léta 1945 a i navzdory manželským poutům na obou stranách s ní tajně založil novou domácnost. Na udání své dosud právoplatné manželky byl nato předveden před etickou komisi Komunistické strany Jugoslávie, která jej „kvůli neupřímnosti ke Straně a kvůli porušení proletářské morálky“ 16. srpna 1947 vyloučila ze svých řad (do strany byl znovu přijat 16. června 1949). V témže roce mladý pár ukončil své předchozí závazky, nový sňatek uzavřeli v březnu 1948. Krátce poté se novomanželé přestěhovali do Sarajeva, kde se pokoušeli začít nový život. Zprvu našli útočiště u malíře Ismeta Mujezinoviće, který byl Mehmedův dlouholetý přítel. V bosenskohercegovské metropoli se jim pak narodily dcery Maša (*1948, provdaná Momčilović) a Jesenka (*1949).

## Dílo
Ve svých dílech (Tvrdá země, První rota) se zabývá tematikou války a partyzánského boje, v jiných dílech ale rozebírá i témata víry (hlavně islámu), života v časech osmanské říše či existence člověka jako takového. Jeho první práce přijala kritika rozporuplně, spíše odmítavě. Román Derviš a smrt (Derviš i smrt, 1966, česky 1969) patří k Selimovićovým nejvýznamnějším dílům, vysvětluje nelehké podmínky života za dob osmanské vlády a bývá často označován za metaforu tehdejšího jugoslávského režimu. Podobné struny se drží i román Tvrz (Tvrđava, 1970, česky 1974), který pojednává o krutém životě válečného veterána v Bosně v období územních ztrát osmanské říše v 18. století. Selimovićova díla se velmi často drží psychologické roviny; hledají morální hodnoty, označují dobro a zlo a střet mezi nimi.[zdroj?] V rozpravě Pro i proti Vukovi (Za i protiv Vuka, 1967) se zabývá reformou srbštiny, resp. srbochorvatštiny, kterou v 19. století navrhl Vuk Stefanović Karadžić.
Za svoji tvorbu získal Selimović několik ocenění – prestižní cenu časopisu NIN (1967 za román Derviš a smrt) a řád AVNOJe.
- Uvrijeđeni čovjek (Uražený člověk, Sarajevo 1947), povídka
- Prva četa (První rota, Zagreb 1950), novela
- Kuća na obali, Das Haus an der Küste (Dům na pobřeží, 1954), scénář ke stejnojmennému jugoslávsko-německo-rakouskému filmu
- Tišine (Ticha, Sarajevo 1961, 1970, Beograd 1965), román, makedonsky: Tišini (Skopje 1965)
- Tuđa zemlja (Cizí země, Sarajevo 1962), novela

- Magla i mjesečina (Mlha a měsíční svit, Sarajevo 1965, 1970, 1972), román, slovinsky: Megla in mesečina (Ljubljana 1967)

- Derviš i smrt (Derviš a smrt, Sarajevo 1966, 1967, 1968, 1970, 1971, 1972, 1973, 1974, 1977, 1980, 1982, 1983, 1984/85, 1985, 1987, 1988, 1990, 1991, 1996, 1999, 2000, 2004, 2013, 2014, Beograd 1969, 1976, 1977, 1979, 1981, 1982, 1983, 1985, 1986, 1987, 1988, 1990, 1991, 2000, 2004, 2005, 2006, 2007, 2008, 2009, 2011, 2012, 2013, 2014, Novi Sad 1972, 2004, Zagreb 1974, 1980, 1996, 2001, Rijeka 1975, Tuzla 1986, Podgorica 1998, 2007, Zemun 2002, Samobor 2002, Podgorica/Beograd 2014), román, švédsky: Dervischen och döden (Uppsala 1966), albánsky: Dervishi dhe vdekja (Prishtinë 1968), maďarsky: A Dervis és a hahál (Novi Sad 1968), rusky: Derviš i smerť (Moskva 1969, 1987), česky: Derviš a smrt (Praha 1969, 1985, jako dvoukniha Derviš a smrt/Tvrz, Praha 2015), bulharsky: Dervišăt i smărtta (Socija 1969, 2013), slovensky: Derviš a smrt (Bratislava 1971, Novi Sad 1971), rumunsky: Dervişul şi moartea (Bucureşti 1971, 2009), německy: Der Derwisch und der Tod (Salzburg 1972, 1994, Sarajevo 1987), makedonsky: Dervišot i smrtta (Skopje 1974), slovinsky: Derviš in smrt  (Ljubljana 1978), arabsky: al-Darwīš wa al-mawt (Tarāblis 1981), esperantsky: La derviso kaj la morto (Sarajevo 1990), anglicky: Death and the dervish (Evanston, Illinois 1996, 1998)

- Tvrđava (Tvrz, Sarajevo 1970, 1971, 1972, 1973, 1974, 1977, 1980, 1982, 1984/85, 1985, 1987, 1988, 1989, 1990, 1991, 1996, 1997, 1999, 2000, 2004, 2014, Rijeka 1975, Beograd 1979, 1980, 1981, 1983, 1986, 1988, 1990, 1991, 2002, 2006, 2007, 2009, 2011, 2012, 2014, Kragujevac 1998, Sombor 2003, Podgorica 2007, 2013, 2015), román, maďarsky: Az erőd és foglya (Budapest 1972), rusky: Kreposť (Moskva 1974), česky: Tvrz (Praha 1974, jako dvoukniha Derviš a smrt/Tvrz, Praha 2015), makedonsky: Tvrdina (Skopje 1976), albánsky: Kështjella (Prishtinë 1983), finsky: Fästningen (Mariefred 1996), anglicky: The Fortress (Evanston, Illinois 1999), arabsky: al-Qal'a ('Ammān 2007)
- Djevojka crvene kose (Dívka s červenými vlasy, Sarajevo 1970, 1972), román
- Ostrvo (Ostrov, Beograd 1974)

- Sabrana dela I–VIII (Sebrané spisy, Derviš i smrt, Tvrđava, Tišine, Magla i mjesečina, Ostrvo, Djevojka crvene kose, Pisci, mišljenja i razgovori, Za i protiv Vuka; Beograd/Rijeka 1975)
- Sjećanja (Vzpomínky, Beograd 1976, 1991, 2014), memoáry
- Sabrana dela I–X (Sebrané spisy, Djevojka crvene kose, Tišine, Magla i mjesečina, Derviš i smrt, Za i protiv Vuka, Tvrđava, Ostrvo, Pisci, mišljenja i razgovori: eseji, članci, polemike, intervjui, Sjećanja, Krug; Beograd 1977, 1979, 1981, 1983, 1986, 1988, 1990, 2006, 2009, 2013, Zemun/Novi Beograd 2002)
- Sabrana djela I–X (Sebrané spisy, Djevojka crvene kose, Tišine, Magla i mjesečina, Derviš i smrt, Za i protiv Vuka, Tvrđava, Ostrvo, Pisci, mišljenja i razgovori: eseji, članci, polemike, intervjui, Sjećanja, Krug; Podgorica 2007)
- Izabrana dela I–V (Vybrané spisy, Derviš i smrt, Tvrđava, Magla i mjesečina, Tišine, Ostrvo; Beograd 2010)
- Sabrana djela I–V (Vybrané spisy, Derviš i smrt, Ostrvo, Tišine, Za i protiv Vuka, Pisci, mišljenja i razgovori; Zagreb 2014)